# Sandberg bei Hoiersdorf
Der Sandberg bei Hoiersdorf ist ein Naturschutzgebiet in der niedersächsischen Stadt Schöningen im Landkreis Helmstedt.
Das Naturschutzgebiet mit dem Kennzeichen NSG BR 040 ist 3,2 Hektar groß. 
Das aus zwei Teilbereichen bestehende Naturschutzgebiet liegt südlich des Schöninger Stadtteils Hoiersdorf. Es stellt eine langgestreckte, südexponierte Geländesteilstufe unter Schutz. Diese besteht aus offen anstehendem bunten Mergeln des Mittleren Keuper und ist teilweise von Löss überzogen. Im Schutzgebiet ist Halbtrockenrasen und Rohboden mit kurzlebigen Pflanzen und Erdflechten-Gesellschaften zu finden.
An das Naturschutzgebiet, das vollständig von Ackerflächen umgeben ist, schließen sich Wildkrautfluren an. Es bildet einen seltenen Lebensraum mit großer Strukturvielfalt und hoher Artenvielfalt. Zahlreiche Pflanzen- und Tierarten erreichen hier ihre westliche Verbreitungsgrenze.
Das Gebiet steht seit dem 16. Juni 1981 unter Naturschutz. Zuständige untere Naturschutzbehörde ist der Landkreis Helmstedt.